# Anaprof 1996-97
La ANAPROF 1996-97 fue la temporada del torneo de la Asociación Nacional Pro Fútbol, donde se coronó campeón el Tauro Fútbol Club, el mismo se clasificó a la Copa de Campeones de la Concacaf de 1997.

## Cambios del ANAPROF 1996-97
- Ahora participan 12 equipos en el torneo.
- En este torneo el Cosmos FC queda de último y es relegado a Primera A.

## Equipos participantes de la ANAPROF 1996-97
| Equipo                |
| --------------------- |
| Atlético Nacional     |
| AFC Euro Kickers      |
| Bravos del Projusa    |
| Chiriquí FC           |
| Deportivo Árabe Unido |
| CD Pan de Azúcar      |
| Cosmos FC             |
| Ejecutivo Jr.         |
| CD Plaza Amador       |
| Panamá Viejo FC       |
| San Francisco FC      |
| Tauro FC              |

## Estadísticas ANAPROF 1996-97

### Tabla general[1]
| Posición | Equipo                | Juegos | Ganados | Empatados | Perdidos | Goles a favor | Goles en contra | +/- | Puntos |
| -------- | --------------------- | ------ | ------- | --------- | -------- | ------------- | --------------- | --- | ------ |
| 1.       | Tauro FC              | 22     | 14      | 4         | 4        | 43            | 22              | +21 | 46     |
| 2.       | AFC Eurokickers       | 22     | 10      | 7         | 5        | 34            | 25              | +9  | 37     |
| 3.       | CD Plaza Amador       | 22     | 10      | 7         | 5        | 29            | 22              | +7  | 37     |
| 4.       | Deportivo Árabe Unido | 22     | 10      | 5         | 7        | 38            | 21              | +17 | 35     |
| 5.       | San Francisco FC      | 22     | 9       | 7         | 6        | 38            | 32              | +6  | 34     |
| 6.       | Panama Viejo FC       | 22     | 7       | 9         | 6        | 22            | 25              | +3  | 30     |
| 7.       | Bravos del Projusa    | 22     | 8       | 5         | 9        | 27            | 24              | +3  | 29     |
| 8.       | Atlético Nacional     | 22     | 7       | 8         | 7        | 27            | 24              | +3  | 29     |
| 9.       | Ejecutivo Jr.         | 22     | 8       | 5         | 9        | 31            | 30              | +1  | 29     |
| 10.      | CD Pan de Azúcar      | 22     | 6       | 9         | 7        | 29            | 33              | -4  | 27     |
| 11.      | Chiriqui FC           | 22     | 5       | 6         | 11       | 30            | 28              | -2  | 21     |
| 12.      | Cosmos FC             | 22     | 2       | 1         | 19       | 11            | 52              | -41 | 7      |

- (Los equipos en verde señalan los clasificados al Hexagonal.)

### Hexagonal[1]
| Posición | Equipo                | Juegos | Ganados | Empatados | Perdidos | Goles a favor | Goles en contra | +/- | Puntos |
| -------- | --------------------- | ------ | ------- | --------- | -------- | ------------- | --------------- | --- | ------ |
| 1.       | CD Plaza Amador       | 5      | 4       | 1         | 0        | 6             | 2               | +4  | 13     |
| 2.       | AFC Eurokickers       | 5      | 3       | 0         | 2        | 5             | 4               | +1  | 9      |
| 3.       | San Francisco FC      | 5      | 2       | 2         | 1        | 6             | 3               | +3  | 8      |
| 4.       | Tauro FC              | 5      | 1       | 3         | 1        | 7             | 2               | +5  | 6      |
| 5.       | Deportivo Árabe Unido | 5      | 1       | 2         | 2        | 4             | 5               | -1  | 5      |
| 6.       | Panama Viejo FC       | 5      | 0       | 0         | 5        | 0             | 12              | -12 | 0      |

- (Los equipos en verde señalan los clasificados a semifinales.)

### Semifinales[1]
| 17 de enero de 1997 | CD Plaza Amador | 1:2 | Tauro FC |  |  |

| 19 de enero de 1997 | AFC Eurokickers | 2:1 | San Francisco FC |  |  |

| 25 de enero de 1997 | San Francisco FC | 2:1 (3:3) | AFC Eurokickers |  |  |

| Tanda de penaltis |  |     |
|                   |  | 4:5 |

| 26 de enero de 1997 | Tauro FC | 2:1 (4:2) | CD Plaza Amador |  |  |

### Final[1]
| 2 de febrero de 1997 | Tauro FC            | 1:0 | AFC Eurokickers |  |  |
|                      | Patricio Guevara 9' |     |                 |  |  |

## Estadísticas generales
- Campeón: Tauro FC.
- Subcampeón: AFC Euro Kickers.
- Campeón Goleador:  Patricio Guevara/ Tauro FC, 22 goles.
- Jugador Más Valioso:   Patricio Guevara/  Tauro FC.

| ANAPROF 1996-97:     |
| -------------------- |
| Tauro FC 3.er Título |